# Говінд Рао Гайквад
Говінд Рао Гайквад (помер 19 вересня 1800) — магараджа Вадодари, четвертий син Дамаджі Рао Гайквада.